# Friederike Beer-Monti

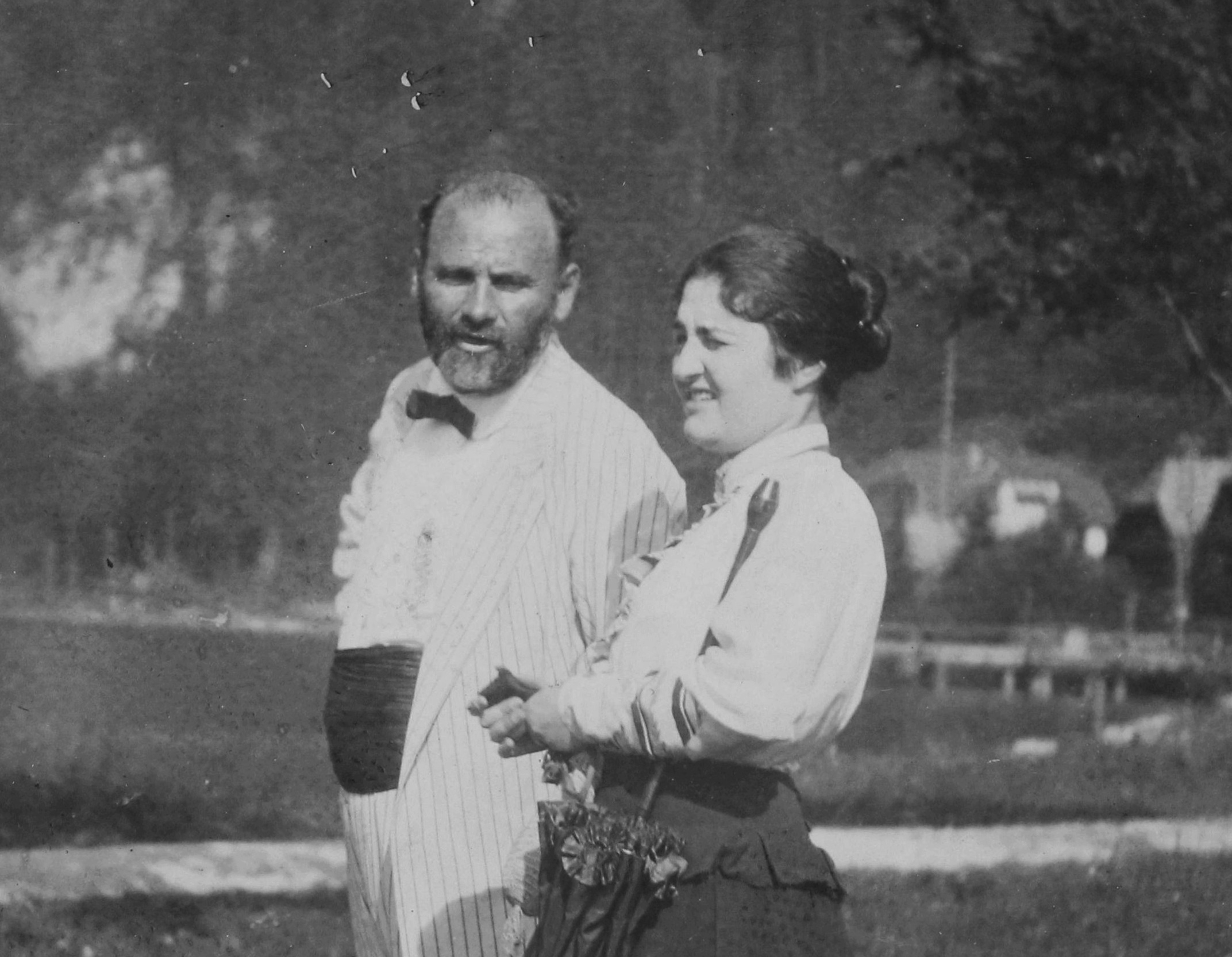
Friederike Maria Beer-Monti und Gustav Klimt im Sommer 1916 in Weißenbach am Attersee

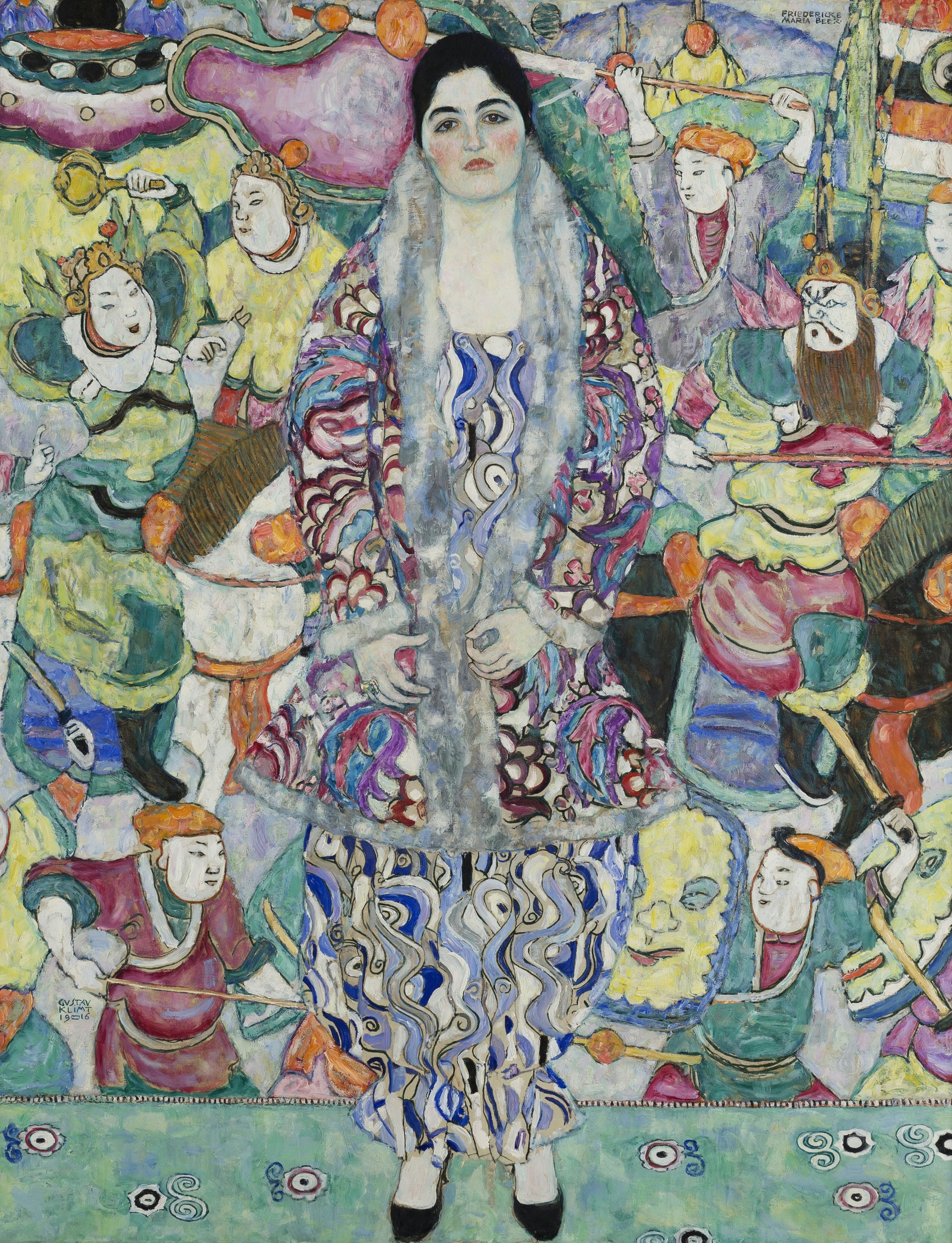
Gustav Klimt: Porträt der Friederike Maria Beer (1916)

Friederike Maria (Federica) Beer-Monti (* 27. Januar 1891 in Wien als Friederike Maria Beer; † 12. Juli 1980 in Kāneʻohe, Hawaii) war eine österreichisch-amerikanische Muse bekannter österreichischer Künstler und Galeristin.

## Biografie
Friederike Maria Beer wurde 1891 in Wien als Tochter des jüdischen Kaufmanns Emil Beer (1861–1908) und seiner Frau Isabella (1866–1959), geb. Geissler, einer Nichte des Salzburgischen Erzbischofs Franz Albert Eder, geboren. Nach dem frühen Tod des Vaters wurde ihre Mutter Inhaberin und Wirtin der „Kaiserbar“ in der Krugerstraße 3 in Wien, die in den 1920er Jahren ein Treffpunkt der Wiener künstlerischen Jeunesse dorée wurde. Heute befindet sich dort, zum Teil noch mit Original-Mobiliar, die „Kruger’s American Bar“.
Nach der Schulzeit nahm Friederike, „Fritzi“ genannt, Schauspielunterricht, und wurde Modell für die Kleider der Wiener Werkstätte. Seit ihrer Kindheit war sie mit dem Industriellensohn und Maler Hans Böhler befreundet, er malte die Siebzehnjährige als Stehender weiblicher Akt (1908). Das Bild wurde in der Wiener Secession ausgestellt. Beide Familien waren gegen eine Liaison, Friederike wurde 1911 nach Belgien in ein Internat der Ursulinen geschickt, Hans Böhler nach Peking. Nach ihrer Rückkehr nach Wien im Jahr 1912 nahmen sie die Beziehung wieder auf. Böhler ließ seiner Freundin eine Wohnung in der Laimgrubengasse 4 von Josef Hoffmann einrichten. 1913 unternahmen beide zusammen mit Hans Böhlers Bruder Richard eine einjährige Reise nach Mittel- und Südamerika und nach New York. Als Böhlers Geliebte verkehrte Friederike Beer mit vielen Künstlern der Wiener Secession. 1914 malte Egon Schiele ein Porträt von ihr. Nach Beers eigener Aussage hatte Böhler ihr im Jahr 1915 ein besonderes Geschenk versprochen, eine Perlenkette. Sie aber wünschte sich stattdessen ein Porträt von Gustav Klimt. Dieser sträubte sich zunächst, dann nahm er den Auftrag an. Das Porträt wurde Anfang 1916 fertiggestellt, es kostete Böhler 20.000 Kronen. Ein geplantes Porträt von Oskar Kokoschka kam wegen des Ersten Weltkriegs nicht zustande. Ende 1916 trennte sich das Paar, blieb aber in lebenslanger Freundschaft verbunden. Ab 1918 war Beer in der Galerie Gustav Nebehay in Wien damit betraut, die nachgelassenen Zeichnungen Gustav Klimts zu stempeln und zu ordnen.
Mitte der 1920er Jahre heiratete Friederike Beer den italienischen Kapitän Emanuele Monti (* 1895) und lebte mit ihm auf der Insel Procida im Golf von Neapel. Dass sie, wie vielfach erwähnt wird, auf Capri das Künstlercafé „Zum Kater Hiddigeigi“ geleitet habe, kann nicht belegt werden. Die Ehe wurde nach vier Jahren geschieden, Friederike Monti-Beer kehrte nach Wien zurück. 1932 lernte sie in der „Kaiserbar“ den amerikanischen Studenten der Kunstgeschichte Hugh Stix kennen. 1935 oder 1936 emigrierte sie in die USA.
Dort leitete Federica Beer-Monti, wie sie jetzt genannt wurde, die von Stix 1936 gegründete „Artists’ Gallery“, eine Non-Profit-Organisation ähnlich der Wiener Secession, die amerikanische Künstler entdeckte und förderte (u. a. Willem de Kooning, Louis Eilshemius, Louise Nevelson, Ad Reinhardt). Als Galeristin half Beer-Monti österreichischen Künstlern, auf der Flucht vor den Nazis in die USA zu emigrieren, so dem Maler Max Oppenheimer.
Sie leitete die Galerie bis 1962, nach Hans Böhlers Tod 1961 betreute sie seinen Nachlass. 1970 zog sie nach Hawaii, wo sie sich am 12. Juli 1980 das Leben nahm.